# IPod Hi-Fi

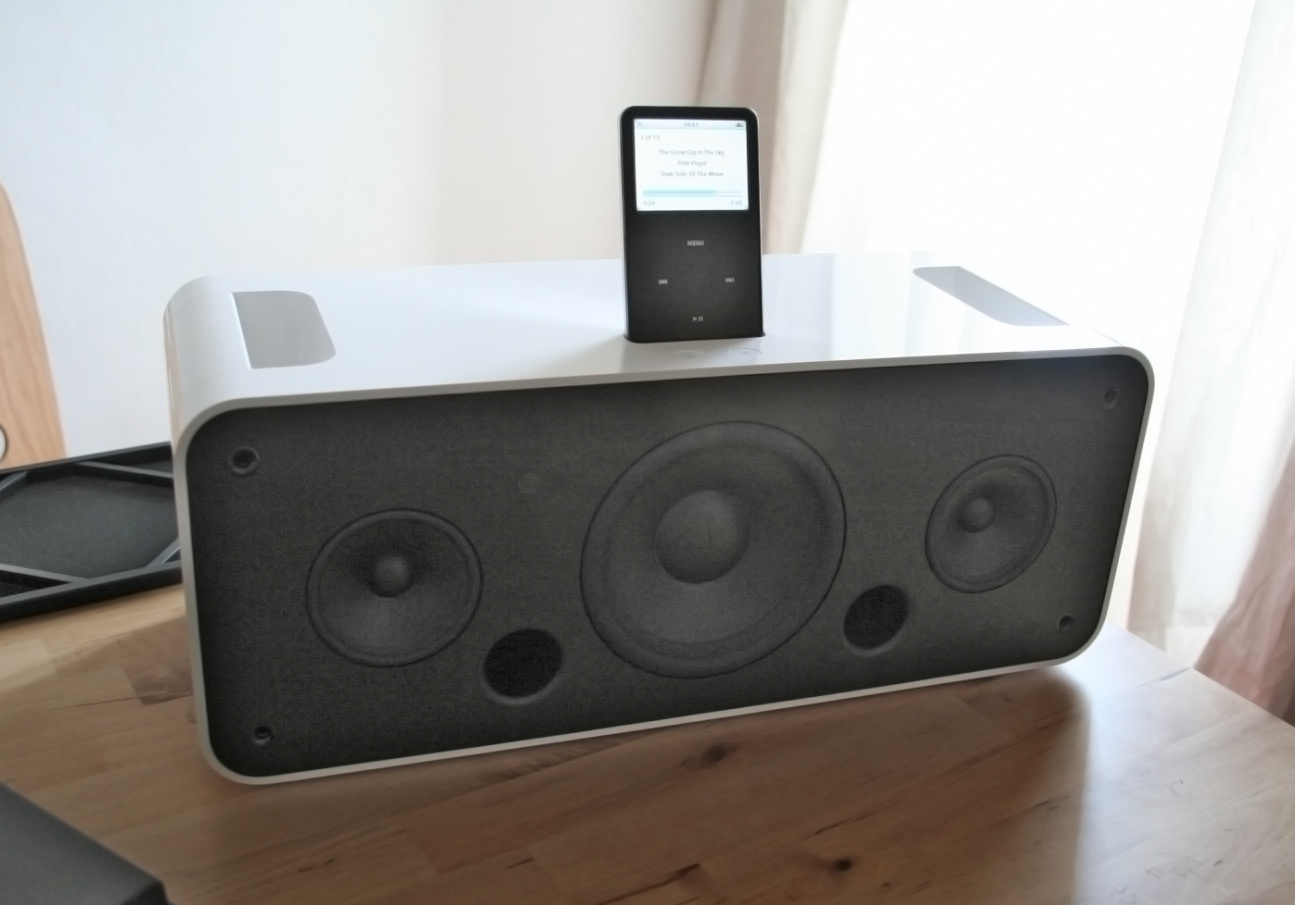
iPod Hi-Fi

L'iPod Hi-Fi era un sistema di altoparlanti sviluppato, prodotto e venduto dalla Apple per poter utilizzare l'iPod come sorgente musicale. Venne messo in commercio il 28 febbraio 2006 e rimosso dall'Apple Store nel settembre 2007.

## Il dispositivo
Il diffusore è composto da due altoparlanti da 80 mm, preposti a riprodurre le frequenze medie e alte, e un woofer da 130 mm di diametro per le frequenze basse. Essendo un sistema bass reflex, presenta due aperture di accordo, dato il peso (6,6 kg), sui lati sono ricavati due maniglioni ergonomici per facilitarne il trasporto. Il sistema ha un design semplice e pulito, come tutti i prodotti Apple, la parte inferiore è costituita da un ampio tappetino gommato con incisa la scritta "iPod", atto a rendere stabile l'oggetto anche a elevati livelli di emissione sonora. Il sistema accetta anche altre sorgenti di segnale tramite un ingresso jack 3,5 mm posto sul retro dell'apparecchio. Sulla parte superiore sono presenti due pulsanti a sfioramento per il comando del volume (+ e -) e il connettore dock dove alloggiare l'iPod. Il sistema rientra nella categoria di apparecchi di raffinato design, estremamente versatile nell'uso, dato che alla sorgente musicale costituita dall'iPod può affiancarsi il sintonizzatore radio, un accessorio della stessa Apple. Le prestazioni audio non possono competere con i sistemi ad alta fedeltà di classe superiore, e men che mai con quelli Hi-end, comunque un prodotto di elevata classe per l'uso di intrattenimento in un ambiente domestico. Questo tipo di accessorio per l'iPod, viene prodotto con un design diverso ma con funzioni simili, anche da altri costruttori.

## L'alimentazione
L'apparecchio è alimentato dalla rete a 220 V, dispone comunque di alimentazione autonoma; sul retro infatti troviamo un vano batterie apribile semplicemente con una moneta, inserendola nell'apposita fessura e ruotandola. Il vano accetta 6 batterie di tipo "D" o comunemente chiamate "torce", necessarie per alimentare il sistema qualora si trovi lontano da una presa elettrica di rete.

## Il telecomando
Il sistema ha in dotazione un piccolo telecomando a raggi infrarossi, già di serie su Macintosh, per permetterne il controllo a distanza, presenta 6 pulsanti con le seguenti funzioni: Play/Pausa, Volume +, Volume -, Brano Precedente, Brano Successivo, Menu. L'alimentazione avviene tramite una batteria CR-2032. Nella confezione sono presenti diversi tipi di adattatori dock, per poter collegare tutti i modelli di iPod.

## Fine produzione
Con gli annunci del settembre 2007, è stata decisa la fine produzione dell'iPod Hi-Fi. Tra i motivi che hanno portato Apple a questa decisione, c'è sicuramente la forte concorrenza di sistemi audio per iPod, più pratici (sia in dimensioni che in peso) e più economici in quanto a un costo inferiore.